# Walter Regelsberger
Walter Regelsberger (né le 20 mai 1925 à Vienne) est un acteur autrichien.

## Biographie
Il commence sa carrière au théâtre en 1945 et joue les treize années suivantes entre autres au Burgtheater et à l'Akademietheater.
En 1952, il vient au cinéma pour des rôles secondaires dans des films autrichiens et allemands.

## Filmographie
- 1952 : Seesterne
- 1953 : Flucht ins Schilf
- 1954 : Le Dernier Pont
- 1955 : Du bist die Richtige (de)
- 1955 : Louis II de Bavière
- 1955 : La Fin d'Hitler
- 1955 : Versuchung
- 1955 : Mozart
- 1956 : Bademeister Spargel (de)
- 1956 : Das Hirtenlied vom Kaisertal
- 1956 : Wo die Lerche singt
- 1956 : Wilhelm Tell
- 1957 : Scherben bringen Glück (de)
- 1957 : Sissi face à son destin
- 1959 : Die unvollkommene Ehe
- 1960 : Ich heirate Herrn Direktor
- 1960 : Et l'amour pend au gibet
- 1961 : Saison in Salzburg
- 1962 : Le Bandit et la Princesse (…und ewig knallen die Räuber)
- 1962 : L'Ivresse de la forêt (Waldrausch)
- 1962 : Der rote Rausch
- 1962 : Presque des anges
- 1963 : Schwejks Flegeljahre (de)
- 1963 : Le Dernier Alibi (Ein Alibi zerbricht)
- 1965 : An der schönen blauen Donau
- 1965 : Du suif dans l'Orient-Express
- 1965 : Le congrès s'amuse
- 1967 : Männer in den besten Jahren erzählen Sexgeschichten
- 1969 : Willst du ewig Jungfrau bleiben?
- 1971 : Et Jimmy alla vers l'arc-en-ciel (Und Jimmy ging zum Regenbogen)

## Source de la traduction
- (de) Cet article est partiellement ou en totalité issu de l’article de Wikipédia en allemand intitulé « Walter Regelsberger » (voir la liste des auteurs).